# Plethodon hubrichti
Plethodon hubrichti är en groddjursart som beskrevs av Gordon R. Thurow 1957. Plethodon hubrichti ingår i släktet Plethodon och familjen lunglösa salamandrar. IUCN kategoriserar arten globalt som sårbar. Inga underarter finns listade i Catalogue of Life.